# ホテルウーマン オリジナルサウンドトラック
『ホテルウーマン オリジナルサウンドトラック』は、関西テレビ系ドラマ『ホテルウーマン』の主題歌・挿入歌を集めたコンピレーション・アルバム。
1991年11月21日にBMGビクターから、CD（規格品番はBVCR-5023）とカセットテープが同時発売され、1993年11月21日にBMG ROOMSから、CD版のみで再発売された（規格品番はBMCR-6801）。

## 解説
- WANDSのデビュー曲「寂しさは秋の色」をシングル発売に先駆けて収録している。シングルとは別ミックスでギターソロなどが異なっている。
- T-BOLANの「離したくはない」は、歌詞やミックスはファーストアルバム「T-BOLAN」に収録されている物と同じだが、間奏のギターソロが異なっている。
- 「Stay」は、デビューする直前の大黒摩季で（デビューは翌年の1992年）、このアルバムのみ名義が大黒摩紀となっている。また大黒のアルバムにはデビュー後にリリースされた1stアルバム『STOP MOTION』に収録された。
- 生沢佑一歌唱の「Hard to Say Good-bye」は後に、栗林誠一郎がアルバム『Good-bye to you』でセルフカバーした。

## 再発盤
- 1992年のBMG ROOMS設立に伴い、以降は品番が「BVCR」から「BMCR」に改められたCD、カセットが出荷された。内容に変更点はない。
- 1993年の再発盤では、販売価格を改定した上で歌詞カードのアーティスト解説が削除され、大黒摩紀の名前表記がデビュー以降の大黒摩季に変更されている[2]。

## 収録曲
| #         | タイトル                   | 作詞       | 作曲       | 編曲                 | 歌         | 時間  |
| --------- | -------------------------- | ---------- | ---------- | -------------------- | ---------- | ----- |
| 1.        | 「寂しさは秋の色」         | 上杉昇     | 栗林誠一郎 | 明石昌夫             | WANDS      | 4:45  |
| 2.        | 「Good-bye to you」        | 高樹沙耶   | 栗林誠一郎 | 栗林誠一郎・明石昌夫 | 栗林誠一郎 | 4:37  |
| 3.        | 「きれいだと言ってくれた」 | 川島だりあ | 川島だりあ | 池田大介             | 宇徳敬子   | 5:08  |
| 4.        | 「離したくはない」         | 森友嵐士   | 森友嵐士   | 西田魔阿思惟         | T-BOLAN    | 4:58  |
| 5.        | 「STAY」                   | 大黒摩紀   | 大黒摩紀   | 明石昌夫             | 大黒摩紀   | 4:26  |
| 6.        | 「Hard to Say Good-bye」   | 小田佳奈子 | 栗林誠一郎 | 明石昌夫             | 生沢佑一   | 6:19  |
| 7.        | 「ALONE」                  | 稲葉浩志   | 松本孝弘   | 松本孝弘・明石昌夫   | B'z        | 5:59  |
| 合計時間: | 合計時間:                  | 合計時間:  | 合計時間:  | 合計時間:            | 合計時間:  | 36:12 |

## 参加ミュージシャン
- 明石昌夫 - ベース、シンセサイザー
- 勝田一樹 - サックス